# Nico Schlotterbeck
Nico Schlotterbeck (Waiblingen, 1 december 1999) is een Duits voetballer die doorgaans speelt als centrale verdediger. Hij verruilde SC Freiburg in juli 2022 voor Borussia Dortmund. Schlotterbeck debuteerde in 2022 in het Duits voetbalelftal. Ook zijn broer Keven is professioneel voetballer.

## Clubcarrière

### Jeugd
Schlotterbeck speelde in de jeugd van VfR Aalen, Karlsruher SC en vanaf 2017 in die van SC Freiburg. Hij debuteerde op 9 maart 2019 voor laatstgenoemde club in de Bundesliga, in een met 2–1 gewonnen thuiswedstrijd tegen Hertha BSC. Hij kwam na rust in het veld voor Philipp Lienhart, die geblesseerd achterbleef in de kleedkamer. Hij mocht in april en mei vervolgens nog drie keer meespelen. Coach Christian Streich gaf Schlotterbeck in 2019/20 regelmatig speeltijd, maar tot een doorbraak kwam het nog niet. 

### Union Berlin
Daarom verhuurde Freiburg hem in juli 2020 voor een jaar aan Union Berlin. Hier kreeg hij direct een basisplaats. Schlotterbeck kreeg na drie wedstrijden alleen te kampen met een spierblessure, meteen gevolgd door een hamstringblessure. Daardoor was hij van oktober tot eind januari niet inzetbaar. Eenmaal hersteld speelde hij nog veertien wedstrijden. 

### SC Freiburg
Schlotterbeck kreeg in 2021/22 het vertrouwen van Streich. Hij begon dat seizoen 32 van de 34 competitieronden in de basis. Daarbij maakte hij zowel tegen FC Augsburg als tegen VfL Wolfsburg het winnende doelpunt. Schlotterbeck en Freiburg werden dat jaar zesde in de Bundesliga en bereikten ook de finale van de DFB-Pokal. De bekerfinale bleek Schlotterbecks laatste wedstrijd voor Freiburg. 

### Borussia Dortmund
Hij tekende in mei 2022 voor vijf seizoenen bij Borussia Dortmund, dat circa 20 miljoen euro voor hem betaalde, exclusief 5 miljoen aan eventuele bonussen. Hij leek in 2022/23 even meteen landskampioen te worden met Dortmund. Door gelijk te spelen in de laatste speelronde liepen Schlotterbeck en zijn ploeggenoten de titel dat jaar alsnog op doelsaldo mis.
In zijn tweede seizoen bij Dortmund speelde Schlotterbeck 33 van de 34 competitiewedstrijden en bereikte hij de finale van de UEFA Champions League, waarin Real Madrid met 2-0 te sterk was.

## Clubstatistieken
| Seizoen | Club              | Competitie | Competitie | Competitie | Beker | Beker | Internationaal | Internationaal | Totaal | Totaal |
| Seizoen | Club              | Competitie | Wed.       | Dlp.       | Wed.  | Dlp.  | Wed.           | Dlp.           | Wed.   | Dlp.   |
| ------- | ----------------- | ---------- | ---------- | ---------- | ----- | ----- | -------------- | -------------- | ------ | ------ |
| 2018/19 | SC Freiburg       | Bundesliga | 4          | 0          | 0     | 0     | –              | –              | 4      | 0      |
| 2019/20 | SC Freiburg       | Bundesliga | 13         | 0          | 1     | 0     | –              | –              | 14     | 0      |
| 2020/21 | → Union Berlin    | Bundesliga | 16         | 1          | 1     | 1     | –              | –              | 17     | 2      |
| 2021/22 | SC Freiburg       | Bundesliga | 32         | 4          | 6     | 0     | –              | –              | 38     | 4      |
| 2022/23 | Borussia Dortmund | Bundesliga | 28         | 4          | 3     | 0     | 8              | 0              | 39     | 4      |
| 2023/24 | Borussia Dortmund | Bundesliga | 33         | 2          | 3     | 0     | 12             | 0              | 48     | 2      |
| Totaal  | Totaal            | Totaal     | 126        | 11         | 14    | 1     | 20             | 0              | 160    | 13     |

Bijgewerkt op 23 juni 2024.

## Interlandcarrière
Schlotterbeck maakte deel uit van alle Duitse nationale jeugdselecties van Duitsland onder 18 tot onder 21. Hij won met Duitsland onder 21 het Europees kampioenschap –21 van 2021 en miste dat toernooi geen minuut. Schlotterbeck  debuteerde op 26 maart 2022 in het Duits voetbalelftal. Bondscoach Hansi Flick gaf hem toen meteen een basisplaats in een met 2–0 gewonnen oefeninterland tegen Israël. Flick nam hem drie maanden later ook mee naar het WK 2022. Hierop kwam hij twee keer in actie. Schlotterbeck werd op 8 juni 2024 door bondscoach Julian Nagelsmann opgenomen in de Duitse selectie voor het EK 2024 in eigen land. Duitsland werd groepswinnaar in een groep met Schotland, Hongarije en Zwitserland en won in de achtste finales van Denemarken (2–0), maar werd in de kwartfinales na een verlenging uitgeschakeld door Spanje (2–1). Schlotterbeck kwam op het toernooi enkel in actie tegen Zwitserland en Denemarken.

## Erelijst
| Europees kampioen –21 | 1× | 2021 |